# Satellite (canción de Depeche Mode)
Satellite es una canción del grupo inglés de música electrónica Depeche Mode compuesta por Martin Gore, publicada en el álbum A Broken Frame de 1982.

## Descripción
Del que se considera el peor álbum en la trayectoria de DM, Satellite es quizás la canción más mala en la existencia del grupo; un ejercicio torpe y por completo pretencioso al intentar mezclar la electrónica con el reggae obteniendo un resultado inconcreto y sin ilación con el resto de la colección que por lo menos mantiene una línea melódica triste como característica común en casi todos los temas.
Si bien tiene la forma más de lado B que de tema para álbum, se acerca por ello un poco a la música experimental al haber intentado conciliar géneros sin lograrlo en momento alguno de toda su duración, convirtiéndose en la parada más intrascendente del disco, y por lo mismo un tema que debió haber sido lado B cediéndole su lugar al más logrado Now This is Fun, por lo cual incluso evidencia torpeza para elegir los temas que aparecieron en el disco.
Aunque la letra si pretende ser igual de melancólica que las demás del álbum más bien pareciera enmarcar un berrinche juvenil por el amor perdido al tratar del odio contenido que provoca un rompimiento, pero el posible discurso lírico se pierde en la torpeza con que está hecha la musicalización que si llega a ser manifiestamente sintética en una notación bajísima que sólo lo torna en una canción aburrida.
Con todo, sólo revelaba el deseo de Martin Gore por reinventar la música del grupo en ese momento, aunque esas intenciones hayan quedado debajo de las expectativas. Así, lo que se presentó como una forma de letra agresiva no sería retomada en un modo tan lúdico.
Se compone básicamente sólo de estrofas que concluyen con un coro diciendo solamente “Higher”, más alto. Aunque la letra no es en especial nutrida, habla del coraje generado del amor malogrado y en algunas secciones está a dos voces, incluyendo el estribillo. La armonía principal está conducida por un chocante efecto de viento, como una trompeta persistente, complementos sintéticos varios y sobre todo la percusión electrónica en notación grave que quizás sea uno de sus mejores puntos, pues este tipo de percusiones que se endurecían si serían después retomadas por DM en temas más conocidos.
La musicalización que trató de mezclar géneros tan disímbolos como el synth pop y el reggae de plano no volvería a ser intentada por el grupo, aunque otros contemporáneos como Spandau Ballet sí lograran conciliar ambas corrientes con éxito, y acaso se puede apreciar nuevos intentos en el tardío tema Jezebel de 2009, pero en una forma mucho más sofisticada y cuidadosamente producida.

## En directo
La canción se interpretó sólo durante la gira Broken Frame Tour, eso sí, en todas las fechas, tras de la cual no volvería a ser incorporada en presentaciones en directo de DM debido al poco aprecio que ellos mismos manifiestan hacia el álbum A Broken Frame, además de que el propio Martin Gore en algún momento declararía que es una de sus peores composiciones, aunque en la edición 2006 del álbum se incluyó una versión en directo de aquella única gira donde llegó a ser interpretada.
- Datos: Q6122002